# Università Nazionale d'Irlanda
L'Università Nazionale d'Irlanda (NUI) (inglese: National University of Ireland, irlandese: Ollscoil na hÉireann) è un sistema universitario federale di università costituenti (constituent universities), in precedenza chiamate college costituenti (constituent colleges) e recognised colleges, istituiti dall'Irish Universities Act del 1908e significativamente modificati dallo Universities Act del 1997.
Le università costituenti sono a tutti gli effetti università indipendenti, salvo il fatto che lauree e diplomi sono quelli dell'Università Nazionale d'Irlanda con sede a Dublino. Per le lettere post-nominali, l'abbreviazione NUI viene utilizzata per lauree da tutte le università costituenti della National University of Ireland.

## Storia

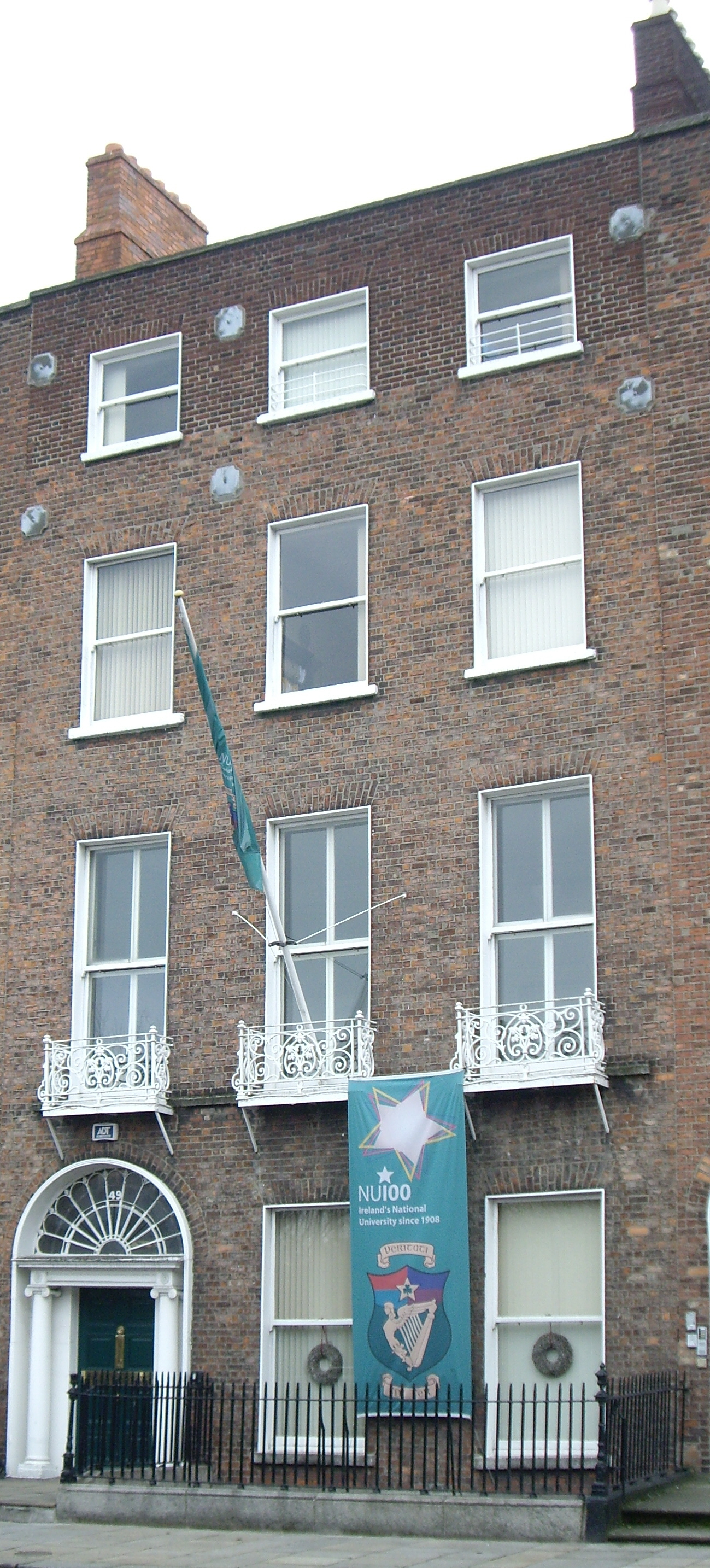
Gli uffici della NUI in Merrion Square, Dublino

## Università associate
Le constituent universities sono:
- University College Cork
- University College Dublin
- NUI Galway
- Università di Maynooth

Il recognised college è il:
- Royal College of Surgeons in Ireland+++

Ex recognised college (tra parentesi il periodo in cui sono stati riconosciuti):
- Institute of Public Administration (1982–2011) ††
- Mary Immaculate College of Education, Limerick (1975–1994)
- Milltown Institute of Theology and Philosophy (2005–2015)
- National College of Art and Design (1996–2011) ††
- National Institute for Higher Education, Limerick (1976–1977)
- Our Lady of Mercy College, Carysfort (1975–1988)
- Shannon College of Hotel Management (2000–2015) †
- St. Angela's College, Sligo (1978–2005) †
- St. Patrick's College of Education, Drumcondra (1975–1995)
- St Patrick's College, Maynooth (1910–1997) ‡
- Thomond College of Education, Limerick (1976–1977)

+++ Da aprile 2009 il Senato della National University of Ireland ha deciso che i laureati in medicina della RCSI Bahrain potranno ricevere i diplomi MB BCh BAO della NUI.
† St Angela's College e Shannon College of Hotel Management mantengono il loro collegamento con la National University of Ireland essendo diventati parte del National University of Ireland, Galway da gennaio 2006 e novembre 2015, rispettivamente. Questo significa che studenti di quei college sono registrati come studenti della National University of Ireland, Galway — la National University of Ireland continua a concedere lauree e diplomi a quegli studenti.
†† Il National College of Arts and Design e the Institute of Public Administration mantengono il loro collegamento con la National University of Ireland essendo college dello University College Dublin.
‡ In accordo al Universities Act 1997 (Section 48) i laureati del recognised college di St. Patrick's College, Maynooth che hanno ricevuto una laurea della National University of Ireland prima dell'entrata in vigore della legge sono considerati laureati della constituent university conosciuta come National University of Ireland, Maynooth.